# Băile Govora
Băile Govora is een stad (oraș) in het Roemeense district Vâlcea. De stad telt 3147 inwoners (2002).

## Geschiedenis
Băile Govora is een kuuroord. In 1876 werd door een boer een bron gegraven waar geen drinkbaar water uitkwam. 
Bij onderzoek kwam naar voren dat het zout en jodium bevat. Verder kwam er Sapropelische modder naar de oppervlakte. (geneeskrachtige modder met veel organisch materiaal) Die voor reuma behandeling werd voorgesteld. 
In 1879 is de exploitatie van de bronnen gestart. Waarbij eerst vanuit een nabij gelegen klooster. Vanaf 1887 vanuit het kuuroord zelf. 
In 1910 vind met de ingebruikneming van het palace hotel de officiële inhuldiging van het kuuroord plaats. 
Hierna volgen andere hotels en pensions. En vormt zich een stad. 
Steden met gemeentestatus: Râmnicu Vâlcea · Drăgășani

Steden zonder gemeentestatus: Băbeni · Bălcești · Băile Govora · Băile Olănești · Berbești · Brezoi · Călimănești · Horezu · Ocnele Mari

Gemeenten: Alunu · Amărăști · Bărbătești · Berislăvești · Boișoara · Budești · Bujoreni · Bunești · Câineni · Cernișoara · Copăceni · Costești · Crețeni · Dăești · Dănicei · Diculești · Drăgoești · Fârtățești · Făurești · Frâncești · Galicea · Ghioroiu · Glăvile · Golești · Grădiștea · Gușoeni · Ionești · Lăcusteni · Lădești · Laloșu · Lăpușata · Livezi · Lungești · Măciuca · Mădulari · Malaia · Măldărești · Mateești · Mihăești · Milcoiu · Mitrofani · Muereasca · Nicolae Bălcescu · Olanu · Orlești · Oteșani · Păușești · Păușești-Măglași · Perișani · Pesceana · Pietrari · Popești · Prundeni · Racovița (Vâlcea) · Roești · Roșiile · Runcu · Sălătrucel · Scundu · Sinești · Șirineasa · Slătioara · Stănești · Ștefănești · Stoenești · Stoilești · Stroești · Șușani · Sutești · Tetoiu · Titești · Tomșani · Vaideeni · Valea Mare · Vlădești · Voicești · Zătreni